# Bañeros II, la playa loca
Bañeros II, la playa loca es una película argentina cómica de 1989 dirigida por Carlos Galettini y protagonizada por Emilio Disi y Guillermo Francella que se estrenó el 30 de marzo de 1989.
Si bien esta película está emparentada con una anterior llamada Los bañeros más locos del mundo, técnicamente no pertenece a la saga de la famosa Brigada Z, ya que carece de continuidad argumental y, aunque se repiten algunos actores sus papeles son completamente diferentes a los que habían interpretado anteriormente. Debido a esto no puede considerarse a Bañeros 2... una secuela, aunque sí forma parte de una nueva saga con otros films posteriores relacionados con la misma temática

## Sinopsis
Guillermo (Francella) y Emilio (Disi) trabajan como empleados de mantenimiento y limpieza de un club de San Isidro. Sueñan con ser millonarios y poder conquistar a Ana (Mónica Gonzaga), la hija del dueño del club, y su mejor amiga Victoria (Patricia Sarán). Pero esa fantasía se vuelve lejana cuando son despedidos por ineptos. 
Al saber que Ana y Victoria viajan de vacaciones a Mar del Plata, deciden seguirlas.
Tratando de hacer dinero fácil en el casino pierden todo el dinero que tienen y se ven forzados a buscar trabajo. En esa búsqueda descubren que el dueño de un balneario, Pascual Caporaletti (Gino Renni), busca bañeros, y se quedan con el trabajo.
Lo que no saben es que Caporaletti es amigo del padre de una de las chicas, y debido a eso se irán sumando cómicas y enredadas situaciones.

## Reparto
- Emilio Disi ... Emilio
- Guillermo Francella ... Guillermo
- Gino Renni ... Pascual Caporaletti
- Mónica Gonzaga ... Ana
- Patricia Sarán ... Victoria
- Juan Manuel Tenuta ... don Agusto
- Joe Rígoli ... cameo
- Luis Cordara ... Fernández
- Bettina Vardé ... Bettina

## La película y su relación con la saga de Brigada Z
A pesar de haber sido una película dirigida por Carlos Galettini y con la actuación de algunos de los integrantes de las anteriores películas de la saga de Brigada Z (Disi, Renni, Gonzága y Francella), su trama no supone una continuidad del argumento de esta saga principalmente por los roles de algunos de sus protagonistas. A pesar de ello, la presencia de Disi interpretando nuevamente a un personaje llamado simplemente "Emilio", hace suponer que se trata más bien de un spin-off que ocurre en un tiempo posterior a la incursión de Disi en la Brigada. Esta situación finalmente es reparada con el estreno de Bañeros 3, donde además de volver Disi a su antiguo rol como miembro de Brigada Z, a Francella se lo integra reemplazando a Berugo Carámbula, pero desarrollando su papel en forma separada del resto del equipo.